# Revolutionary Road
Revolutionary Road er en Golden Globe Award-vindende og Academy Award-nomineret amerikansk dramafilm fra 2008, instrueret af Sam Mendes og blandt de medvirkende er Leonardo DiCaprio og Kate Winslet. Manuskriptet er omskrevet af Justin Haythe og er baseret på en roman af samme navn fra 1961 Richard Yates. Filmen havde premiere den 26. december 2008 i udvalgte biografer og i de resterende biografer i USA den 23. januar 2009.

## Medvirkende
- Leonardo DiCaprio som Frank Wheeler
- Kate Winslet som April Wheeler
- Michael Shannon som John Givings, Jr.
- Kathryn Hahn som Milly Campbell
- David Harbour som Shep Campbell
- Kathy Bates som Helen Givings
- Ty Simpkins som Michael Wheeler
- Richard Easton som Howard Givings
- Ryan Simpkins som Jennifer Wheeler
- Dylan Baker som Jack Ordway
- Zoe Kazan som Maureen Grube
- Max Casella som Ed Small
- Jay O. Sanders som Bart Pollock